# 玉泉山
玉泉山（ぎょくせんさん、拼音:Yùquán Shān）は中華人民共和国の北京市海淀区にある山。標高約100メートル。
頤和園の西側に位置する。玉泉山の名前は山中にあった泉に由来し、元、明の時代以降は北京郊外の景勝地・燕京八景のひとつとして知られた。清の乾隆帝は訪れた際に自ら「玉泉趵突」の題字を書いて石碑を立てたという。
現代では中国共産党中央軍事委員会の管理下にあり、江沢民、胡錦濤、習近平など近年の党総書記の私邸が置かれるなどして一般人の立ち入りは制限されている。